# Растелино (Модена)
Растелино је насеље у Италији у округу Модена, региону Емилија-Ромања.
Према процени из 2011. у насељу је живело 304 становника. Насеље се налази на надморској висини од 27 м.